# Ctimene brachypus
Ctimene brachypus là một loài bướm đêm trong họ Geometridae.